# Тартаковский, Пётр Иосифович
Пётр Иосифович Тартаковский (1926, Бердичев — 2015, США) — узбекский советский литературовед и литературный критик.

## Биография
Оказался в Ташкенте в годы Великой Отечественной войны, в эвакуации. Работал электриком, затем окончил Средне-азиатский государственный университет (1951), где в дальнейшем несколько десятилетий преподавал. Доктор филологических наук (1980), диссертация «Русская советская поэзия 20-х — начала 30-х годов и художественное наследие народов Востока» защищена в Институте мировой литературы АН СССР.

## Публикации
Опубликовал монографию «Дмитрий Кедрин: жизнь и творчество» (1963), библиографический указатель «Русская поэзия и Восток. 1800—1950» (1974), сборник литературно-критических статей «В поисках главного» (1978), книгу «Свет вечерний шафранного края… Средняя Азия в жизни и творчестве Есенина» (1981), «Социально-эстетический опыт народов Востока и поэзия В. Хлебникова, 1900—1910-е годы» (1987), «Русскоязычная поэзия Узбекистана на современном этапе» (1991, в соавторстве с С. Л. Каганович) и ряд других книг и статей о советской поэзии, участвовал в работе над коллективными монографиями «Средняя Азия в творчестве русских писателей» (1977) и «Творчество русских писателей Узбекистана» (1988), фундаментальным изданием «Очерки истории русской литературы в Узбекистане» (1967—1971).

## Семья
Жена — Лидия Анатольевна Тартаковская, литературовед, автор монографии «Дмитрий Веневитинов (Личность. Мировоззрение. Творчество)» (1974). Дочь — литературовед и критик Ирина Служевская.

## Книги
- Тартаковский, П. Дмитрий Кедрин: жизнь и творчество. М.: Сов. писатель, 1963.
- Тартаковский, П. И. Поэзия пустыни и весны: (Литературоведч. очерк). Ташкент: Издательство литературы и искусства, 1974.
- Тартаковский, П. И. Русская поэзия и Восток. 1800–1950. Опыт библиографии. М.: Наука, 1975.
- Тартаковский, П. И. Русская советская поэзия 20-х — 30-х годов и художественное наследие народов Востока. Ташкент: Фан, 1977.
- Тартаковский, П. В поисках главного: Литературно-критические статьи. Ташкент: Изд. литер. и иск. им. Гафура Гуляма, 1978.
- Тартаковский, П. Свет вечерний шафранного края (Средняя Азия в жизни и творчестве Есенина). Ташкент: Изд. литер. и иск. им. Гафура Гуляма, 1981.
- Тартаковский, П. Русские поэты и Восток: Бунин, Хлебников, Есенин: Статьи. Ташкент: Изд. литер. и иск. им. Гафура Гуляма, 1986.
- Тартаковский, П. И. Социально-эстетический опыт народов Востока и поэзия В. Хлебникова. 1900–1910 годы. Ташкент: Фан, 1987.
- Тартаковский, П., Каганович, С. Л. Русскоязычная поэзия Узбекистана на современном этапе. Ташкент: Фан, 1991.
- Тартаковский, П. И. Поэзия Хлебникова и Восток: 1917–1922 годы. Ташкент: Фан, 1992.